# Amir Weintraub
Amir Weintraub (in ebraico אמיר ויינטרוב‎?; Rehovot, 16 settembre 1986) è un ex tennista israeliano.